# Bojasjökalven
Bojasjökalven är en sjö i Storumans kommun i Lappland och ingår i Umeälvens huvudavrinningsområde. Sjön har en area på 0,0917 kvadratkilometer och ligger 524,2 meter över havet.

## Delavrinningsområde
Bojasjökalven ingår i det delavrinningsområde (726067-152942) som SMHI kallar för Utloppet av Gardsjön. Medelhöjden är 536 meter över havet och ytan är 52,7 kvadratkilometer. Räknas de 20 avrinningsområdena uppströms in blir den ackumulerade arean 219,75 kvadratkilometer. Gardsjöbäcken (Danabäcken) som avvattnar avrinningsområdet har biflödesordning 2, vilket innebär att vattnet flödar genom totalt 2 vattendrag innan det når havet efter 304 kilometer. Avrinningsområdet består mestadels av skog (75 procent). Avrinningsområdet har 11,01 kvadratkilometer vattenytor vilket ger det en sjöprocent på 20,9 procent.